# Otto Betz (Politiker)
Otto Betz (* 1882 in Eichstätt; † 8. Februar 1968 in Sperberslohe) war ein deutscher Kommunalpolitiker.

## Werdegang
Nach dem Besuch des Eichstätter Humanistischen Gymnasiums in Eichstätt studierte Betz in München Rechtswissenschaft und kam nach verschiedenen Stellen an das Bayerische Staatsministerium des Innern.
Betz wurde 1919 unter 23 Bewerbern als Bürgermeister von Eichstätt ausgewählt und blieb bis 1934 erster Rechtskundiger Bürgermeister der Stadt. Er gehörte der Bayerischen Volkspartei an. Nach Ende des Zweiten Weltkriegs war er von 1945 bis 1948 Landrat des Landkreises Eichstätt, zunächst von der amerikanischen Besatzungsmacht eingesetzt. Der am 29. April 1946 in der ersten freien und geheimen Wahl nach der Diktatur gewählte Kreistag Eichstätt bestätigte Betz am 17. Juni 1946 in diesem Amt.
Auf dem ihm gehörenden Gut Sperberslohe bei Eichstätt starb er 1968 im Alter von 85 Jahren.

## Ehrungen
- 1952: Verdienstkreuz am Bande der Bundesrepublik Deutschland
- Ehrenbürger von Eichstätt und Workerszell[3]